# Schieder-Schwalenberg
Schieder-Schwalenberg é uma cidade da Alemanha localizado no distrito de Lippe, região administrativa de Detmold, estado de Renânia do Norte-Vestfália.